# انگور شیرازی
انگور شیرازی یا سیرا (به انگلیسی: Syrah) (‎/ˈsiːrɑː/‎) گونه‌ای از انگور با پوست تیره است که در سراسر جهان کشت شده و عمدتاً برای تولید شراب قرمز استفاده می‌شود. در سال ۱۹۹۹ میلادی مشخص شد که شیراز حاصل تلاقی دو گونهٔ کمتر شناخته‌شده از جنوب شرقی شراب فرانسوی، یعنی دورِزا و موندوز بلانش است. شیراز نباید با پُتیت شیراز اشتباه گرفته شود، که حاصل پیوند شیراز با پِلورسن در سال ۱۸۸۰ است.
سبک و ویژگی‌های طعمی شراب‌های تولیدشده از شیراز تحت تأثیر اقلیم محل کشت انگور قرار دارد. در اقلیم‌های معتدل (مانند شمال درهٔ رون و بخش‌هایی از والا والا در ایالت واشینگتن)، معمولاً شراب‌هایی متوسط تا پربدنه با سطوح متوسط تا بالای تانین‌ها و با نت‌هایی از شاه‌توت، نعناع و فلفل سیاه تولید می‌شود.
در اقلیم‌های گرم (مانند کرت و مناطق باروسا ولی و مکلارن ویل در استرالیا)، شیراز معمولاً شرابی پربدنه‌تر با تانین نرم‌تر و طعم‌های میوه‌ای غلیظ‌تر و نت‌هایی از شیرین‌بیان، بادیان رومی و چرم خاکی تولید می‌کند.
در بسیاری از مناطق، اسیدیته و سطوح تانین شیراز امکان جاافتادگی شراب را برای این نوع شراب فراهم می‌کند.
شیراز هم به‌عنوان یک گونهٔ منفرد و هم در قالب ترکیب استفاده می‌شود. پس از چندین سال کاشت گسترده، در سال ۲۰۰۴ برآورد شد که شیراز هفتمین انگور پرکشت جهان با سطحی معادل ۱۴۲٬۶۰۰ هکتار (۳۵۲٬۰۰۰ جریب فرنگی) بوده است.
این انگور در سراسر جهان، از فرانسه گرفته تا مناطق شراب دنیای نو مانند شیلی، آفریقای جنوبی، هاوکس بی و وایهکه در نیوزیلند، کالیفرنیا و واشینگتن یافت می‌شود. همچنین، در چندین منطقهٔ شراب‌سازی استرالیا مانند باروسا، هیثکوت، کون‌وارا، هانتر ولی، مارگارت ریور، تپه‌های آدلاید، کلر ولی و مکلارن ویل نیز یافت می‌شود.

## تاریخچه

### خاستگاه
شیراز دارای تاریخ مستند طولانی در منطقهٔ رون در جنوب‌شرقی فرانسه است، اما مشخص نبود که آیا این انگور در همین منطقه منشأ گرفته است یا خیر.
یک مطالعه در سال ۱۹۹۸ که توسط گروه تحقیقاتی کارول مردیت در دانشکدهٔ شراب‌سازی و انگورشناسی دانشگاه کالیفرنیا، دیویس انجام شد، با استفاده از آزمایش ژنتیک و منابع مرجع گسترده‌ای از ایستگاه تحقیقاتی انگورشناسی مون‌پلیه در فرانسه، به این نتیجه رسید که شیراز حاصل ترکیب دو گونهٔ انگور دورزا (پدر) و موندوز بلانش (مادر) است.

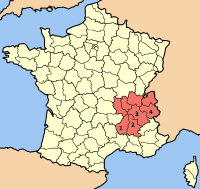
منطقهٔ رون-آلپ. تصور می‌شود که دورزا در منطقهٔ آردش (#۱) در جنوب‌غربی منشأ گرفته و به‌سمت شرق/شمال‌شرقی در دروم (#۲) و ایزر (#۳) حرکت کرده است. در جایی از این ناحیه، احتمالاً در ایزر، این انگور با موندوز بلانش، که گونه‌ای بومی منطقهٔ ساووآ (#۴) است، ترکیب شده و شیراز را به‌وجود آورده است.

دورزا، گونه‌ای انگور با پوست تیره از منطقهٔ آردش در فرانسه، تقریباً از تاکستان‌ها ناپدید شده است و حفظ چنین گونه‌هایی یکی از تخصص‌های مون‌پلیه محسوب می‌شود. موندوز بلانش گونه‌ای انگور سفید است که در منطقهٔ ساووآ کشت می‌شود و هنوز هم در مقدار کمی در تاکستان‌های این منطقه یافت می‌شود.
هر دو گونه در دوران معاصر نسبتاً ناشناخته مانده‌اند و هرگز به شهرت یا محبوبیت شیراز نرسیده‌اند، و هیچ مدرکی از کشت آن‌ها در فاصله‌ای دور از زیست‌بوم‌های فعلی‌شان وجود ندارد؛ بنابراین، هر دو والد شیراز از ناحیه‌ای محدود در جنوب‌شرقی فرانسه و نزدیک به شمال رون منشأ گرفته‌اند. بر اساس این یافته‌ها، پژوهشگران نتیجه گرفته‌اند که شیراز از شمال رون برخاسته است.
مشخصات دی‌ان‌ای در این مورد هیچ جای تردیدی باقی نمی‌گذارد و فرضیه‌های متعددی که در طول سال‌ها دربارهٔ منشأ این انگور مطرح شده‌اند، همگی فاقد پشتوانهٔ مستند یا بررسی‌های آمپلوگرافی هستند، چه از طریق روش‌های کلاسیک گیاه‌شناسی و چه از طریق آزمایش دی‌ان‌ای.
در عوض، این نظریه‌ها عمدتاً یا به‌طور کامل بر اساس نام این گونه یا مترادف‌های آن بنا شده‌اند. تنوع دستور خط در نام‌های انگورها باعث شده که هرگونه مدرکی مبتنی بر نام، دربارهٔ منشأ آن‌ها مشکوک باشد. با این حال، خاستگاه‌هایی مانند سیراکوز یا شهر شیراز در ایران پیشنهاد شده بودند، درحالی‌که مطالعات ژنومی هنوز انجام نشده بود.
اطلاعات مربوط به والدین شیراز، با این حال، سن دقیق این گونهٔ انگور را مشخص نمی‌کند؛ یعنی زمانی که گرده‌افشانی یک تاک موندوز بلانش توسط دورزا صورت گرفته و منجر به ایجاد نخستین گیاه شیراز شده است. در سال ۷۷ میلادی، پلینیوس در کتاب تاریخ طبیعی دربارهٔ شراب‌های وین نوشت، که آلوبروژها شراب معروف و ارزشمندی را از گونه‌ای انگور با پوست تیره تولید می‌کردند که پنجاه سال پیش از آن، در دوران ویرژیل وجود نداشت. پلینی این انگورها را آلوبروجیکا نامید و این فرضیه مطرح شده است که شاید این گونه همان شیراز امروزی باشد. بااین‌حال، توصیف پلینی از این شراب می‌تواند بر گونه‌ای مانند دورزا نیز منطبق باشد. همچنین، مشاهدات پلینی مبنی بر اینکه تاک‌های آلوبروجیکا در برابر سرما مقاوم بودند، به‌طور کامل با ویژگی‌های شیراز مطابقت ندارد.

### نام‌های شیراز و سیرا

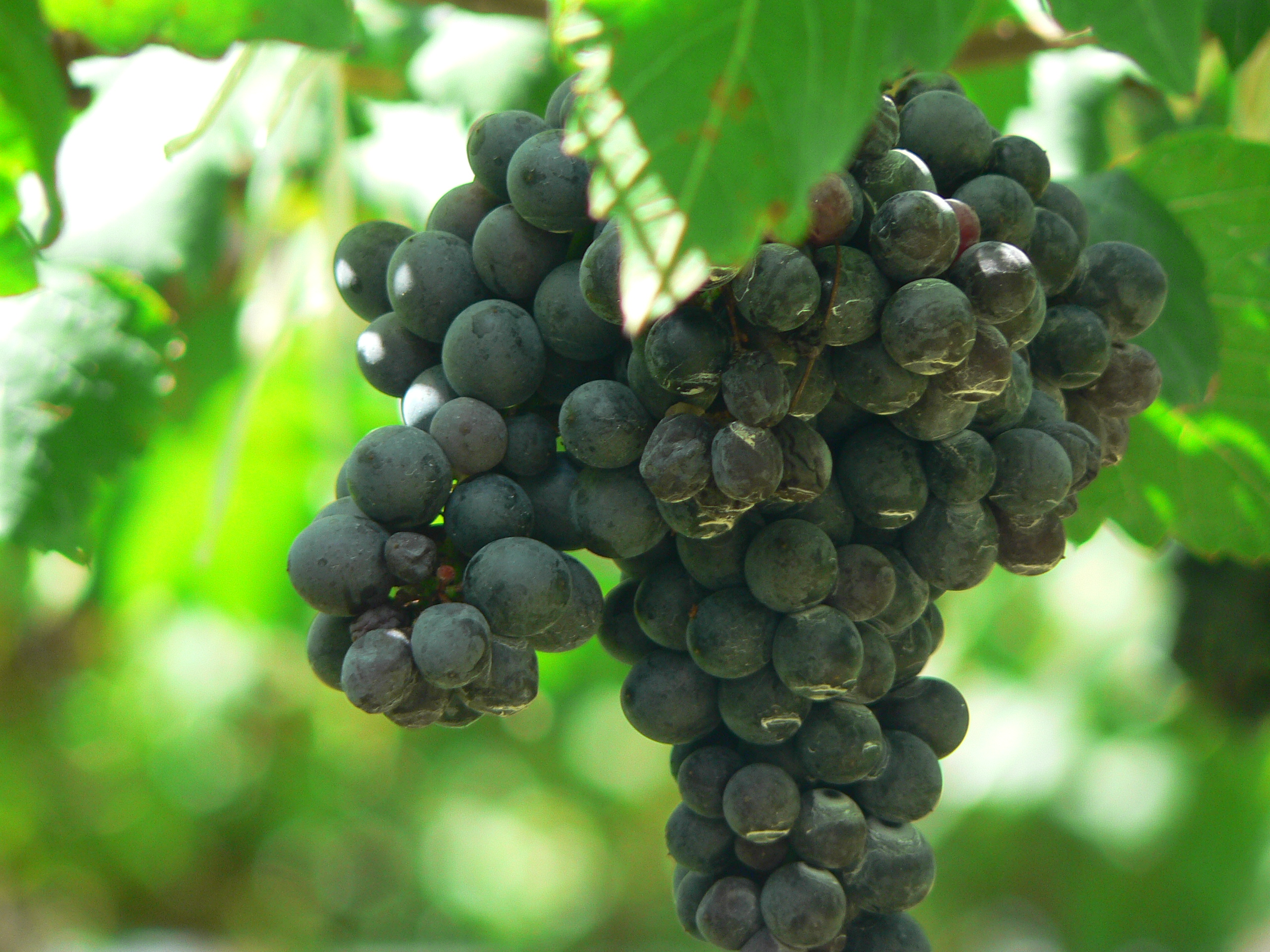
خوشه‌های انگور شیرازی

این انگور دارای نام‌های مترادف متعددی است که در نقاط مختلف جهان مورد استفاده قرار می‌گیرند، از جمله Antourenein noir, Balsamina, Candive, Entournerein, Hignin noir, Marsanne noir, Schiras, Sirac, Syra, Syrac, Serine، و Sereine.
افسانه‌های مربوط به منشأ شیراز اغلب آن را با شهر شیراز در ایران مرتبط می‌دانند که شراب معروف «شراب شیراز» را تولید می‌کرد، و طبق افسانه‌ها، انگور اولیهٔ این شراب بعدها به منطقهٔ رون منتقل شد. حداقل دو نسخهٔ متفاوت از این افسانه وجود دارد که هر یک روایت متفاوتی از نحوهٔ انتقال این گونهٔ انگور ارائه می‌دهند و در تعیین زمان این رویداد تا ۱۸۰۰ سال اختلاف دارند.
در یکی از این روایت‌ها، فوکاییان ممکن است سیرا را به مستعمرهٔ خود در حوالی مارسی، که در آن زمان ماسالیا نام داشت، آورده باشند. این منطقه یک مستعمرهٔ یونانی (apoikia) در سواحل دریای مدیترانه در شرق رودخانهٔ رون بود که حدود ۶۰۰ پیش از میلاد توسط یونان باستان بنیان‌گذاری شد. طبق این روایت، این انگور بعداً به شمال رون گسترش یافت، در حالی که این منطقه هرگز تحت استعمار فوکاییان قرار نگرفته بود. هیچ مدرک مستندی برای تأیید این افسانه وجود ندارد و همچنین این نظریه مستلزم آن است که این گونهٔ انگور بعدها از منطقهٔ مارسی ناپدید شده باشد، بدون اینکه هیچ اثری از خود بر جای بگذارد.

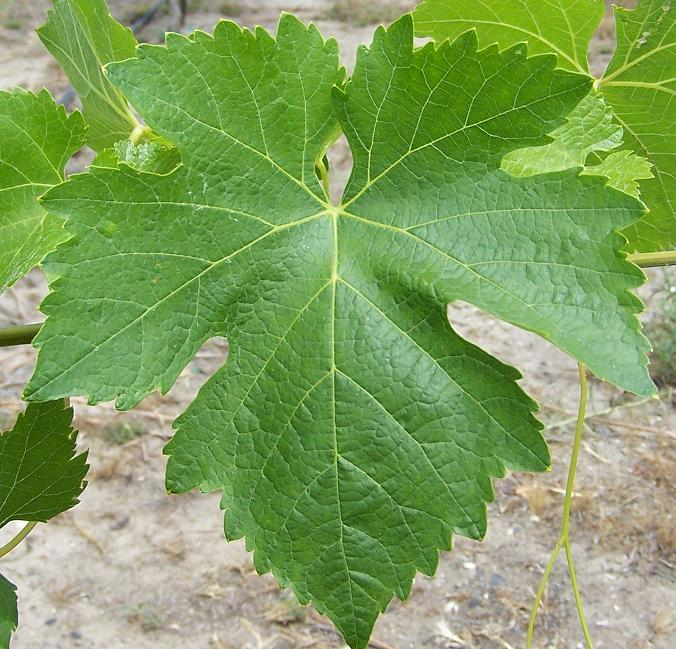
برگ انگور شیراز

بااین‌حال، افسانه‌ای که منشأ شیراز را به شهر شیراز مرتبط می‌کند، ممکن است خاستگاهی فرانسوی داشته باشد. جیمز بازبی در کتاب خود با عنوان گزارش سفری اخیر به تاکستان‌های اصلی اسپانیا و فرانسه، بخشی از کتاب Œnologie Française (منتشر شده در ۱۸۲۶) را نقل کرده است: «طبق سنت محلی، این گیاه [Scyras] در اصل توسط یکی از زاهدان کوه، به نام گاسپار دو استریمبرگ، از شیراز در ایران آورده شده است.»
میان نام شیراز و واژهٔ فارسی «سیاه» ارتباطی وجود دارد. این نام به منشأ این انگور اشاره دارد که از انگورهای سیاه به‌دست می‌آید و ارتباطی میان شهر شیراز و این انگور نشان می‌دهد.
افسانه‌ای دیگر دربارهٔ منشأ این گونهٔ انگور، بر اساس نام شیراز، ادعا می‌کند که این انگور توسط لژیون‌های امپراتور روم پروبوس پس از سال ۲۸۰ میلادی از سیراکوز آورده شده است. بااین‌حال، این افسانه نیز فاقد شواهد مستند است و با یافته‌های آمپلوگرافی سازگاری ندارد.
ریشه‌شناسی دیگری که برای این نام پیشنهاد شده، آن را به واژهٔ *serra در نیاسلتی مرتبط می‌داند که به‌معنای «داس» است، احتمالاً به این دلیل که داس برای هرس تاک استفاده می‌شد.
نام «شیراز» در دوران معاصر عمدتاً در استرالیا مورد استفاده قرار گرفته است، جایی که این انگور از دیرباز به‌عنوان رایج‌ترین گونهٔ انگور با پوست تیره شناخته می‌شود. در استرالیا، این انگور تا اواخر دههٔ ۱۹۸۰ معمولاً با نام هرمیتاژ شناخته می‌شد، اما از آنجا که این نام به‌عنوان یک نام مبدأ حفاظت‌شده فرانسوی ثبت شده بود، استفاده از آن در برخی بازارهای صادراتی مشکل‌ساز شد و کنار گذاشته شد. در نخستین اسناد استرالیایی، این انگور با نام «Scyras» ذکر شده است و بر اساس نظریه‌ای (از جمله نظریهٔ جنس رابینسون)، احتمال داده می‌شود که نام «شیراز» در اثر فرایند «استرینیزاسیون» (تغییر واکه‌ها به‌عنوان بخشی از اصطلاحات عامیانهٔ استرالیایی) به وجود آمده باشد.
بااین‌حال، در حالی که نام‌های «شیراز» و «هرمیتاژ» از اواسط قرن نوزدهم به‌تدریج جایگزین «Scyras» در استرالیا شدند، املا و نام «شیراز» در منابع بریتانیایی حداقل از دههٔ ۱۸۳۰ مستند شده است. بنابراین، در حالی که احتمال دارد نام یا املای «شیراز» تحت تأثیر زبان انگلیسی از یک نام فرانسوی تغییر یافته باشد، هیچ مدرکی وجود ندارد که نشان دهد این نام در استرالیا پدید آمده است. بااین‌حال، بدون شک، استفاده از این نام توسط استرالیایی‌ها و شهرت شراب‌های استرالیایی نقش مهمی در گسترش جهانی آن داشته است.

### شهرت جهانی
شراب‌هایی که شیراز را مشهور کردند، شراب‌های تولیدی از منطقهٔ هرمیتاژ بودند، تپه‌ای که در بالای شهر تن-لرمیتاژ در شمال رون قرار دارد. بر فراز این تپه، یک نمازخانه (hermitage) ساخته شده بود، و گفته می‌شود که گاسپار دو استریمبرگ پس از بازگشت از جنگ‌های صلیبی به‌عنوان یک زاهد در آنجا ساکن شده است. شراب‌های هرمیتاژ قرن‌ها به قدرت و کیفیت عالی خود شهرت داشته‌اند. اگرچه هرمیتاژ در قرن‌های هجدهم و نوزدهم بسیار مشهور بود و توجه علاقه‌مندان به شراب خارجی، از جمله توماس جفرسون، طرفدار شراب بوردو، را به خود جلب کرد، اما در نیمهٔ اول قرن بیستم از رونق افتاد و توجه خارجی‌ها را از دست داد.
در قرن هجدهم و نیمهٔ اول قرن نوزدهم، بیشتر شراب‌های هرمیتاژ که از فرانسه خارج می‌شدند، به‌عنوان بخشی از ترکیب شراب‌های بوردو مورد استفاده قرار می‌گرفتند. در دورانی که شراب بوردو از قدرت امروزی برخوردار نبود و پیش از آنکه قوانین نام‌گذاری مبدأ وجود داشته باشند، شراب‌های قرمز مناطق گرم‌تر برای بهبود (یا از دیدگاهی دیگر، تقلب در شراب) در شراب‌های بوردو به کار می‌رفتند. اگرچه شراب‌های اسپانیایی و الجزایری نیز برای این منظور استفاده می‌شدند، اما بهترین تولیدکنندگان بوردو از شراب هرمیتاژ برای ارتقای کیفیت شراب‌های خود، به‌ویژه در سال‌هایی که برداشت ضعیف بود، بهره می‌بردند.

### ورود به استرالیا
در سال ۱۸۳۱، جیمز بازبی، اسکاتلندی‌ای که اغلب به‌عنوان «پدر انگورکاری استرالیا» شناخته می‌شود، سفری به اروپا انجام داد تا قلمه‌های تاک را (عمدتاً از فرانسه و اسپانیا) برای معرفی به استرالیا جمع‌آوری کند. یکی از گونه‌هایی که او جمع‌آوری کرد، شیراز بود، اگرچه بازبی از دو املای «Scyras» و «Ciras» استفاده می‌کرد. این قلمه‌ها در باغ گیاه‌شناسی سلطنتی سیدنی و در منطقهٔ هانتر کاشته شدند و در سال ۱۸۳۹ از سیدنی به استرالیای جنوبی منتقل شدند. تا دههٔ ۱۸۶۰، شیراز به‌عنوان یکی از گونه‌های مهم در استرالیا تثبیت شده بود.

### تاریخ معاصر
شیراز همچنان انگور اصلی رون شمالی محسوب می‌شود و با شراب‌های کلاسیکی مانند هرمیتاژ، کورنا و کوت-روتی شناخته می‌شود. در رون جنوبی، این انگور به‌عنوان یکی از ترکیبات شراب‌هایی همچون شاتونوف-دو-پاپ، ژیگوندا و کوت-دو-رون به‌کار می‌رود، جایی که معمولاً گرنَش بخش عمدهٔ ترکیب را تشکیل می‌دهد. اگرچه بهترین نمونه‌های آن می‌توانند برای دهه‌ها عمر کنند، سبک‌های کمتر فشردهٔ آن را می‌توان در جوانی برای ویژگی‌های زندهٔ تمشک قرمز و زغال‌اخته و ساختار نرم تانن آن نوشید.
شیراز به دلیل بافت میوه‌ای غنی در میانهٔ طعم، در شراب‌های قرمز بسیاری از کشورها به‌عنوان انگور ترکیبی مورد استفاده قرار گرفته است، زیرا ضعف‌های دیگر گونه‌ها را متعادل کرده و منجر به ایجاد یک شراب «کامل» می‌شود.
از دههٔ ۱۹۷۰ و به‌ویژه از دههٔ ۱۹۹۰، شیراز با افزایش محبوبیت روبه‌رو شده است و کاشت این گونه در هر دو منطقهٔ قدیمی و جدید به‌طور قابل‌توجهی گسترش یافته است. در اوایل دههٔ ۲۰۰۰، این انگور برای نخستین‌بار در میان ده گونهٔ برتر از نظر میزان کشت در سطح جهان قرار گرفت.